# Aktive Lyttere og Seere
 Der er for få eller ingen kildehenvisninger i denne artikel, hvilket er et problem. Du kan hjælpe ved at angive troværdige kilder til de påstande, som fremføres i artiklen.

Aktive Lyttere og Seere (ALS) var en dansk lytter- og seerforening, der under navnet Aktiv Lytterkomité blev stiftet i 1972 på initiativ af folketingsmedlem Erhard Jakobsen; i 1976 ændredes foreningens navn til Aktive Lyttere og Seere. Foreningen angav som formål at arbejde for alsidighed og fairness i Danmarks Radio. Dog var ALS særlig kritisk over for en del af Danmarks Radios medarbejdere, der ifølge ALS i strid med statsmonopolets alsidighedsforpligtelse misbrugte DR til ensidig socialistisk og venstreorienteret propaganda.
På et lyttermøde fra 2. november 1972 i Brønderslev, da Erhard Jakobsen stadig var MF for Socialdemokraterne, fremførte han et eksempel på hvad han opfattede som marxistisk udbredelse i forbindelse med Bob Dylan-sange på Danmarks Radio.
Også Danmarks Radios ansvarlige for Børne- & Ungdomsafdeling i 1970'erne, Mogens Vemmer, blev af Aktive Lyttere og Seere beskyldt for at være venstreorienteret. Læs mere på:  .
Foreningen blev nedlagt i 1992. 